# Makina ve Kimya Endüstrisi

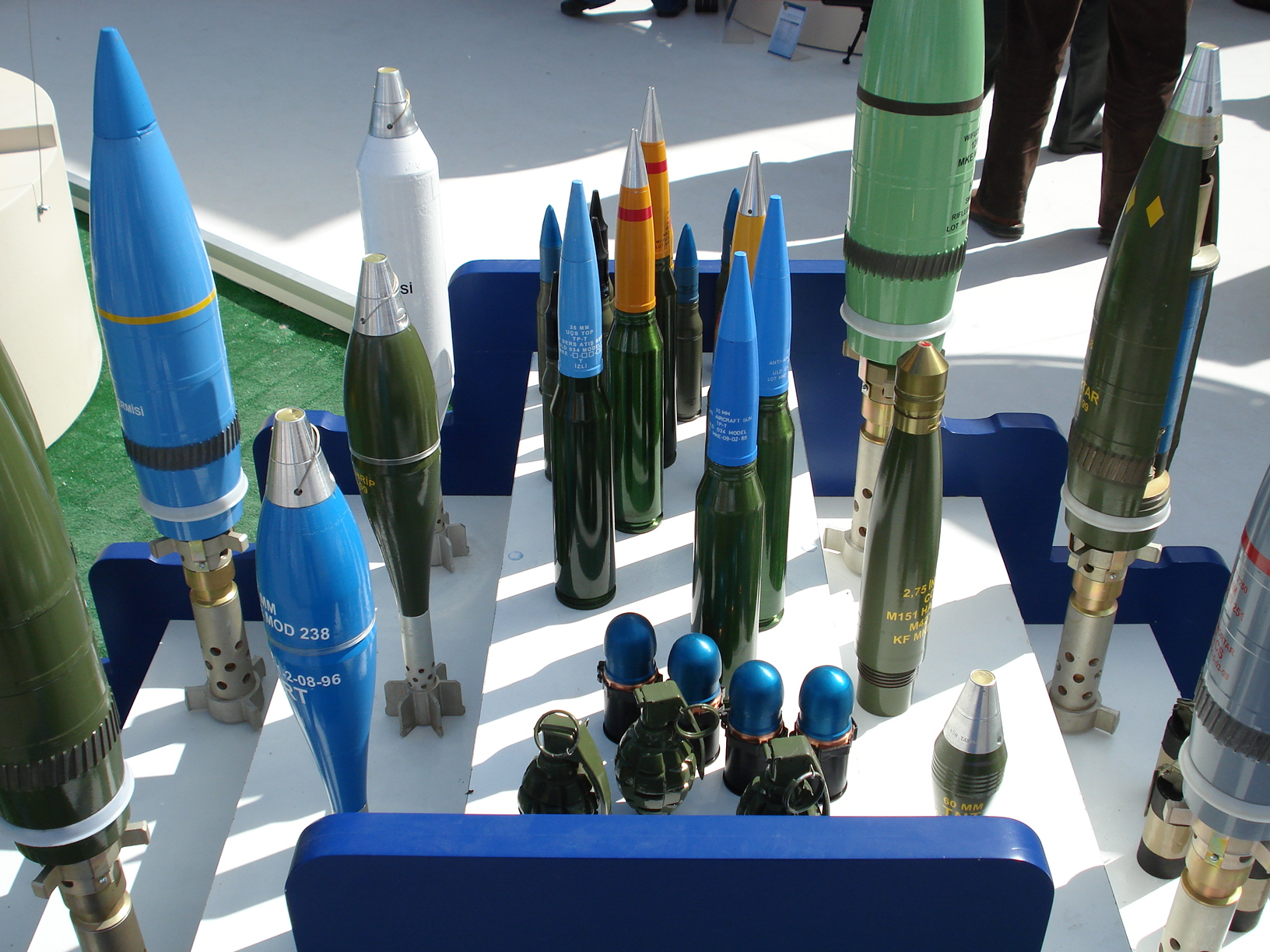
Erzeugnisse der MKE

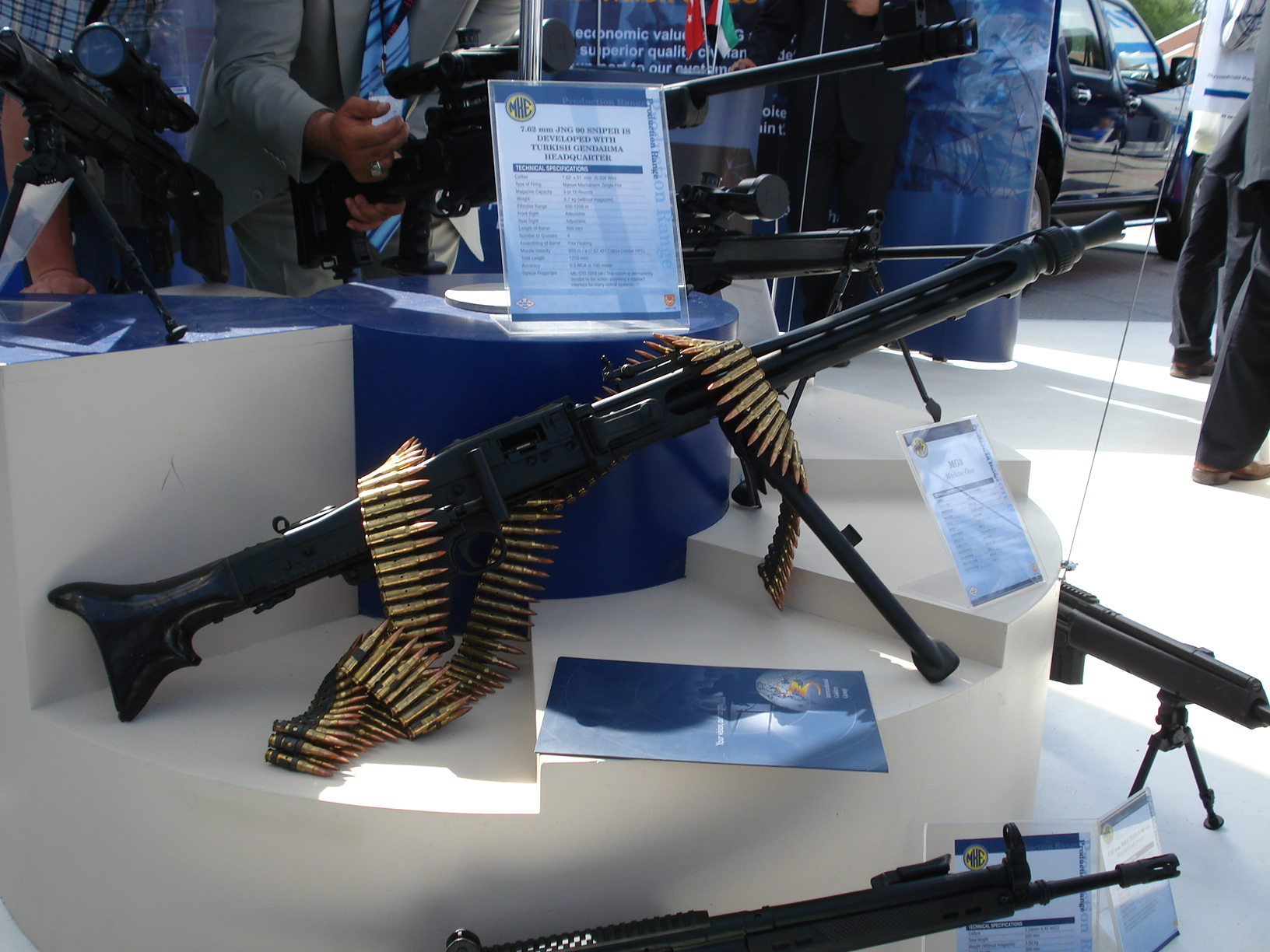
Das MG3 wird von MKE in Lizenz produziert

Das  Makina ve Kimya Endüstrisi  A.Ş (MKE A.Ş.,) Institut für Maschinen- und Chemieindustrie ist ein Staatsunternehmen der Türkei, das für die Herstellung und Bereitstellung jeglicher Waffen, Ausrüstung und Munition für die türkischen Streitkräfte zuständig ist. MKE ist auf Platz 90 der 500 größten türkischen Unternehmen und auf Platz 7 von 12 unter den Staatsunternehmen (2020). Das Unternehmen wurde 2021 zu einer Anonim Şirket umgewandelt.

## Geschichte
Die Institution führt ihre Geschichte unter wechselnden Bezeichnungen bis in das 15. Jahrhundert des Osmanischen Reiches zurück. Die Anfänge werden in der Gründung der Kanonengießerei (Tophâne-i Amire) Sultan Mehmed II. gesehen. Zwischen den Jahren 1832 und 1908 führte diese Institution der Rüstungsindustrie ihre Arbeit unter dem Namen Tophane Müşirliği fort. Nachdem Istanbul durch Truppen der Entente cordiale besetzt wurde, gelang es, Teile der Infrastruktur nach Anatolien zu bringen. Von dort aus wurde die Arbeit auf Direktive Mustafa Kemal Paschas fortgeführt. Sie spielte eine wichtige Rolle bei der Versorgung der Kuvayı Milliye im Türkischen Befreiungskrieg. Zwischen den Jahren 1919 und 1923 wurde das Direktorat für militärische Fabriken (Askeri Fabrikalar Umum Müdürlüğü) gegründet. Von 1950 bis zur 2021 führte die Institution ihre Arbeit als Makina ve Kimya Endüstrisi Kurumu fort.  Der Name des Unternehmens wurde in Makina ve Kimya Endüstrisi geändert und im Juli 2021 in eine A.Ş  umgewandelt.
Am 10. Juni 2023 kam es in der im Stadtbezirk Elmadağ von Ankara gelegenen Fabrik für Raketen und Sprengstoff zu einer Explosion, infolge der fünf Menschen starben.

## Produktion
Als Lizenznehmer hat MKE für die türkischen Streitkräfte und Polizei die Walther PP, das Maschinengewehr Rheinmetall MG3, die Maschinenpistolen HK MP5/MP5K/MP5SD und das Sturmgewehr HK G3, HK 33 und HK416 (Mehmetçik-1) produziert. Auf heimischer Entwicklung und Produktion basiert das Scharfschützengewehr KNT-308 und JNG-90. Andere Produkte sind Munition, Sprengstoff, Raketen, Lenkflugkörper, Pyrotechnik und Schusswaffen.
MKE produziert das komplette 155-mm/L52-Waffensystem der Panzerhaubitze T-155 Fırtına und die Glattrohrkanone des Kampfpanzers Sabra.

## Werke
MKE verfügt in der Türkei über zwölf Werke mit 5.831 Mitarbeitern (2011):
- MKE Werk für Stahl und schwere Waffen (Kırıkkale)[1] 1932 gegründet[8]
- MKE Direktorat der Schießpulverfabrik (Kırıkkale)[1]
- MKE Çankırı Direktorat der Waffenfabrik (Çankırı)[1]
- MKE Unterstützungswerk (Kırıkkale)[1]
- MKE Gazi Patronenfabrik (Ankara)[1]
- MKE Schrottwerk (Ankara)[1]
- MKE Kapselfabrik (Ankara)[1] 1931 gegründet[8]
- MKE Maksam Maschinenfabrik (Ankara)[1]
- MKE Munitionsfabrik (Kırıkkale)[1] 1925 gegründet[8]
- MKE Messingwerk (Kırıkkale)[1] 1928 gegründet[8]
- MKE Fabrik für Raketen und Sprengstoff (Ankara)[1]
- MKE Waffenfabrik (Kırıkkale)[1]